# Dorenbach
Der Dorenbach ist ein etwa 3,6 Kilometer langer Nebenfluss des Birsig, der in einem Lössgebiet im Allschwiler Wald zwischen Oberwil, Biel-Benken und Allschwil entspringt, einige Kilometer südwestlich von Basel. Er bildet grösstenteils die Kantonsgrenze zwischen Basel-Stadt und Basel-Landschaft, verlässt diese aber beim Durchqueren des Zoo Basel kurz vor seiner Mündung in den Birsig. Der Name soll vom Dornengestrüpp am Flussufer herrühren.

## Geografie
Der Dorenbach entspringt auf 337 m ü. M. in der Hinteren Allmend, dem südlichsten Teil des Allschwiler Walds. Nach wenigen hundert Metern nimmt er den Chuegrabenbach (von Oberwil) und etwas weiter unten den Weierbach (von Binningen) auf. Beim Allschwiler Weiher leitet das bis dahin natürlich fliessende Gewässer in einen künstlich errichteten Kanal, aus dem es kurz vor dem Margarethenhügel in den Birsig mündet. Sein heutiges Einzugsgebiet beträgt etwa 7,5 Quadratkilometer.

Bilder
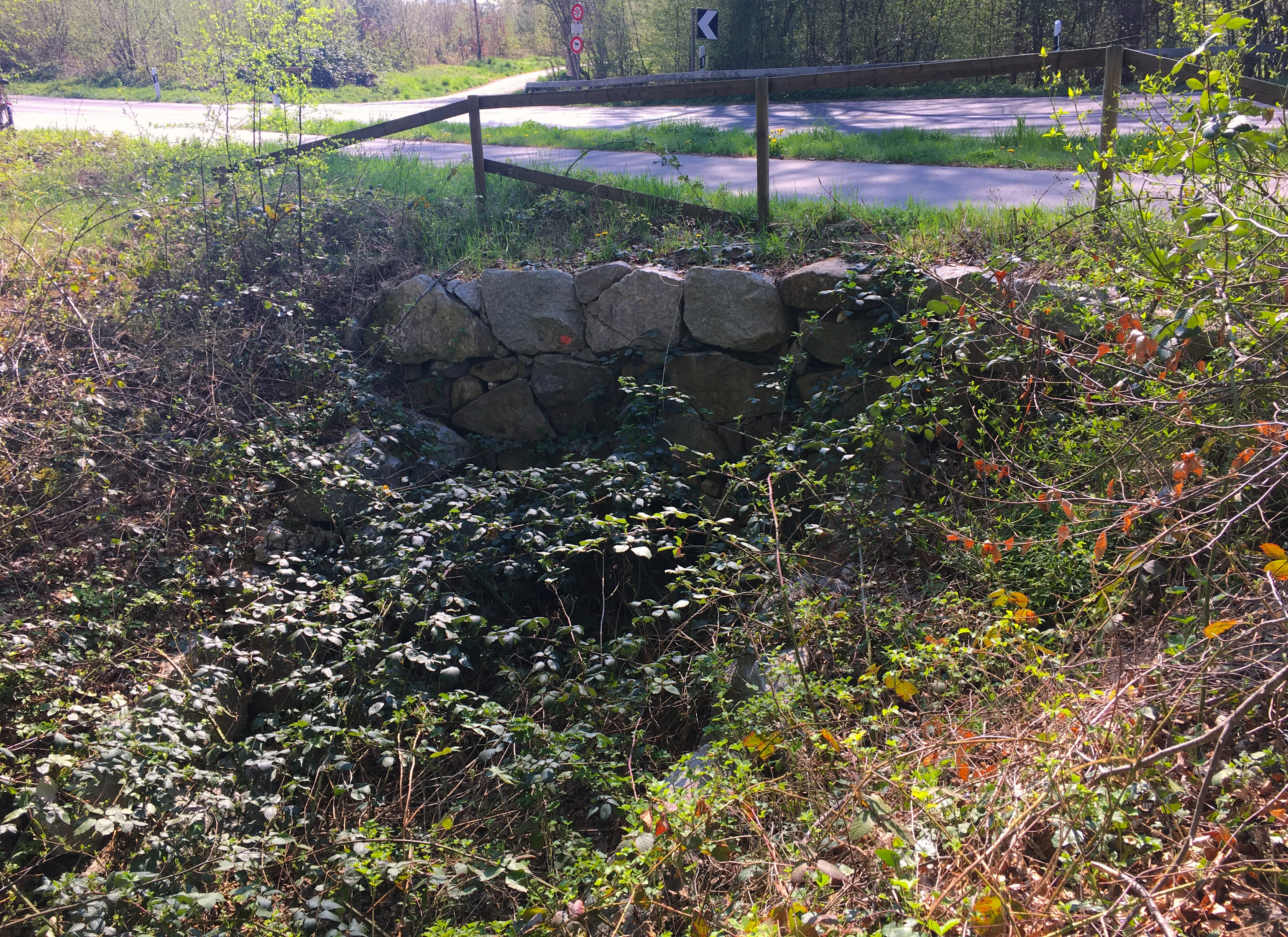
Quelle des Dorenbachs an der Verbindungsstrasse zwischen Allschwil und Oberwil
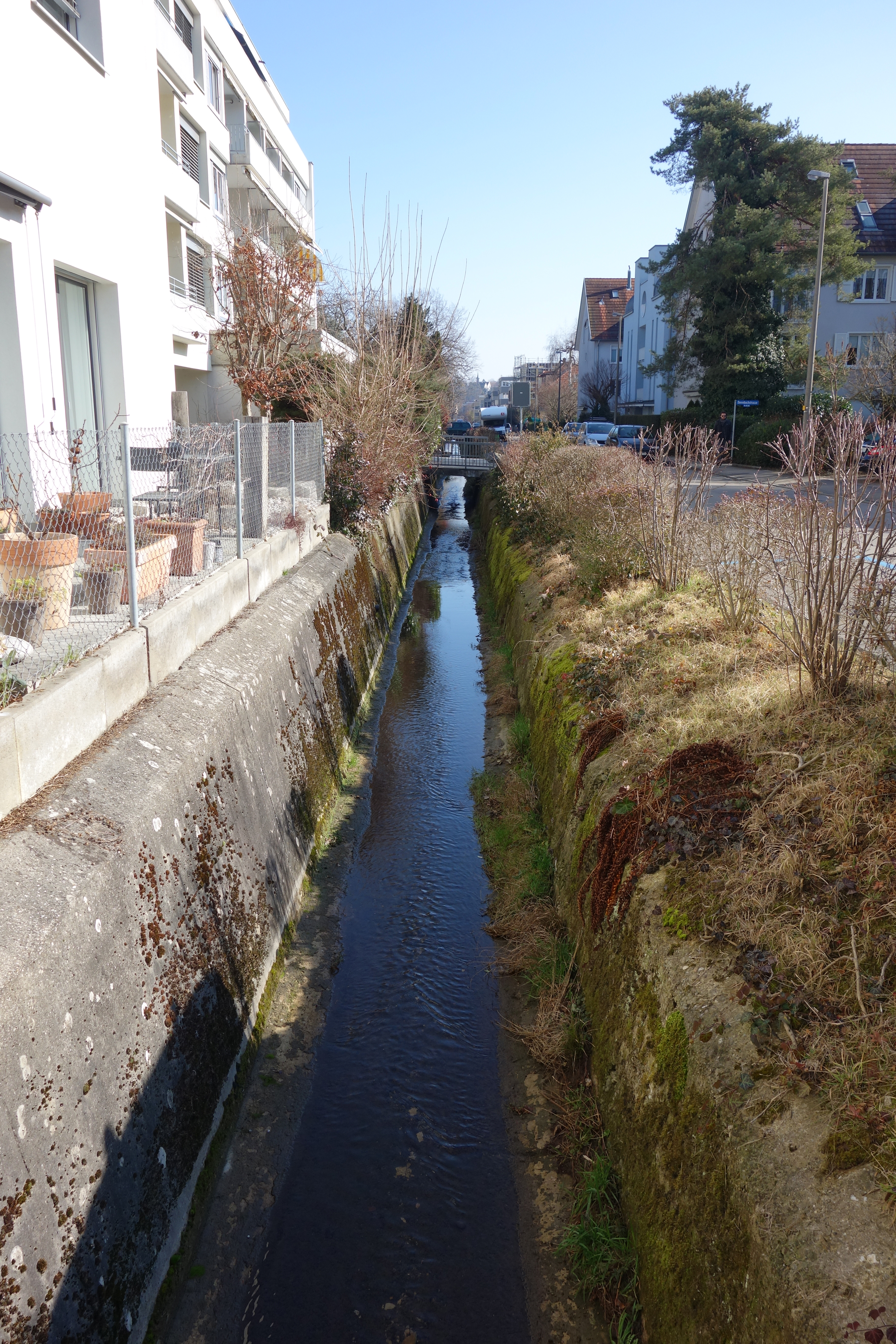
Der Dorenbach bei der Dorenbachstrasse im Quartier Neubad. Grenze zwischen Kanton Basel-Landschaft (rechts) und Kanton Basel-Stadt (links)
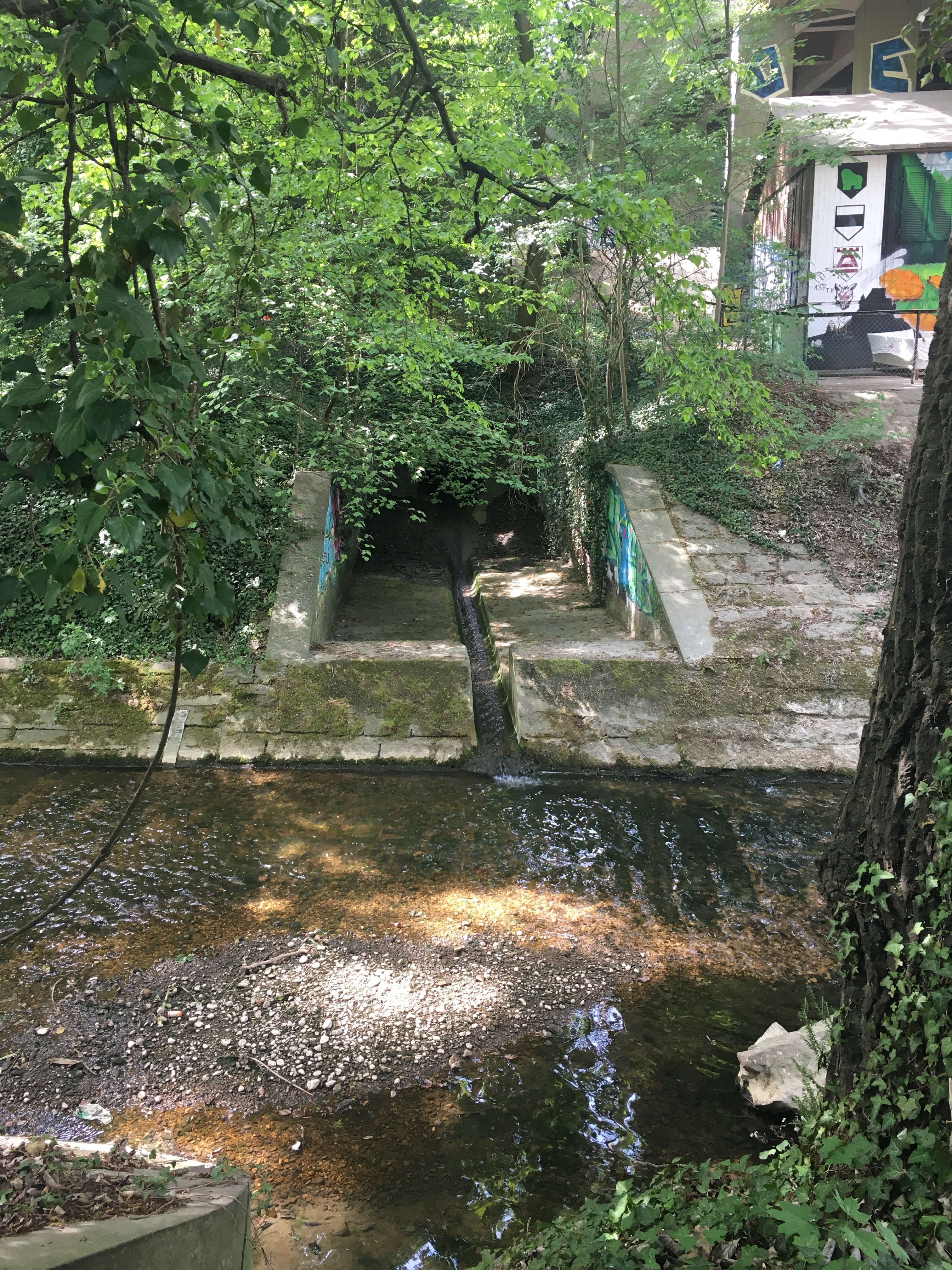
Mündung des Dorenbachs in den Birsig oberhalb des Dorenbachviadukts

## Geschichte des Flussverlaufs
Der natürliche Flussverlauf des Dorenbach führte ursprünglich nordwärts via Allschwil nach Basel. Ungefähr beim heutigen Felix-Platter-Spital nahm er den Bachgraben auf, floss bis zur Landesgrenze bei Bourgfelden und von dort nach Osten direkt in den Rhein. Gesteinsablagerungen beim Steinbühl (heutiger Steinbühlplatz in Allschwil) und beim Lysbüchel (Basel-St. Johann) lassen darauf schliessen, dass der Fluss in Trockenzeiten regelmässig vor der Mündung versickerte.
Das 1135 gegründete Augustiner-Chorherren-Stift des Klosters St. Leonhard liess frühestens seit 1265 Quellwasser aus dem Dorenbach mittels Deicheln in die befestigte Stadt leiten; aus dieser Leitung entstand das erste Basler Brunnwerk und der Schützenmattweiher (erstmals 1295 belegt) wurde aufgefüllt. 1428 liessen die Chorherren den Herrengraben errichten, in den das Wasser am Austritt aus dem Allschwiler Wald entlang der Deichelleitung teilweise umgeleitet wurde. In den Jahren 1674 bis 1677 wurde der Allschwiler Weiher errichtet und ein Überlaufgraben zum Birsig erstellt. Dieser folgt der Kantonsgrenze zwischen Basel-Stadt und Basel-Landschaft. Im Binninger Gebiet Schutzmatt, im Margarethental, ergab sich eine niveaugleiche Kreuzung mit dem Rümelinbach. Dies erforderte das Anlegen eines Dükers. Nach Abschluss der Bauarbeiten wurde der alte Flusslauf endgültig trockengelegt.
Um 1800 setzte sich auch für den bisher Holeegraben genannten Überlaufkanal (und damit für den gesamten neuen Flusslauf) der Name Dorenbach durch. Mit der ab 1824 einsetzenden Verbauung von Rohrleitungen wurde der Herrengraben nach 1864 sukzessive eingeebnet. 1899 und 1940 wurde der Dorenbach umfassend saniert; 1991 bis 1995 folgte eine aufwändige Renaturierung.

## Sonstiges
In unmittelbarer Nähe der Mündung des Dorenbachs in den Birsig befindet sich der Dorenbachviadukt.
Dorenbach ist auch der Name eines patrizischen Landgutes in Luzern, in dem gegen Ende des Zweiten Weltkrieges wichtige Verhandlungen stattfanden, die zum Waffenstillstand in Oberitalien führten, Operation Sunrise.